# 切切爾斯克平原
切切爾斯克平原是白俄羅斯的平原，由莫吉廖夫州和戈梅利州負責管轄，長52公里、寬35公里，海拔高度140米至190米，該地區50%土地可用來耕作。